# Bomane
Bomane ist eine Siedlung am Aruwimi-Fluss in der Provinz Tshopo der Demokratischen Republik Kongo.

## Geschichte
Bomane gehörte zu den Kolonialstationen, die 1888–1889 von einer belgischen Expedition unter der Leitung von Léon Roget gegründet wurden. Die Leitung übernahm Jules Alexandre Milz.

## Weblink
- Bomane auf GeoNames.